# Tisir Al-Antaif
Tisir Al-Antaif (em árabe: تيسير الأنتيف) (Dammam, 16 de fevereiro de 1974) é um ex-futebolista profissional saudita, que jogava como goleiro.

## Carreira
Ele jogou no Al-Ittifaq a nível de clube e a nível nacional na Copa do Mundo FIFA de 1998.